# 沃尔维
沃尔维（希臘語：Βόλβη）是希腊中马其顿大区塞萨洛尼基专区的市镇，行政中心为斯塔夫罗斯。市镇面积为783.01平方公里，2021年人口数量为19,755人。
此市镇设立于2011年地方政府改革中，由原6个市镇合并而成，原市镇则成为此市镇的6个市区。市镇名字源自沃爾維湖。